# 亞羅克 (烏日霍羅德區)
48°38′34″N 22°26′13″E / 48.64278°N 22.43694°E
亞羅克（烏克蘭語：Ярок），是烏克蘭的村落，位於該國西部外喀爾巴阡州，由烏日霍羅德區負責管轄，始建於1600年，面積0.44平方公里，2001年人口724，96%居民使用烏克蘭語。